# Harmothoe profunda
Harmothoe profunda är en ringmaskart. Harmothoe profunda ingår i släktet Harmothoe och familjen Polynoidae. Inga underarter finns listade i Catalogue of Life.